# Duomo di Portobuffolé
Il duomo arcipretale dei Santi Marco evangelista e Prosdocimo vescovo è il principale luogo di culto di Portobuffolé, in provincia di Treviso e diocesi di Vittorio Veneto; fa parte della forania Opitergina.

## Storia
Una tradizione vorrebbe che la chiesa fosse stata ricavata nel XV secolo dalla sinagoga della comunità ebraica di Portobuffolé. La notizia sembra tuttavia priva di fondamento poiché, a causa delle restrizioni cui erano sottoposti, gli israeliti non potevano permettersi un luogo di culto autonomo, ma erano costretti a celebrare i riti nelle stanze delle loro abitazioni.
Sembra invece probabile che l'attuale duomo, come dimostra la dedicazione, sia da identificare con una cappella di San Prosdocimo di Rivapiana, attestata sin dal 1297. È noto, infatti, che in passato Portobuffolé faceva riferimento a due curazie: San Prosdocimo, appunto, che dipendeva dalla pieve di Mansuè, e quella più antica di Santa Maria, a Settimo, sottoposta alla pieve di San Cassiano di Livenza.
Fu consacrato il 22 ottobre 1559 ad opera del vicario generale di Ceneda Giovanni Francesco de Rubeis. Poco dopo, nel 1563, le due curazie vennero riunite con l'istituzione di un'unica parrocchia, ratificata da una bolla di papa Pio IV. A questo periodo risale anche la seconda intitolazione a san Marco, patrono della Serenissima.
Nel 1603 un decreto del doge Marino Grimani conferiva alla chiesa il titolo di arcipretale, confermato più tardi anche dalla Curia romana e dal vescovo di Ceneda.

## Edificio
Gli esterni sono molto semplici, con la severa facciata restaurata nel 1868.
L'interno è strutturato in un'unica navata molto luminosa. Altre due piccole navate laterali furono aggiunte nel Novecento per ampliare il presbiterio.
Il soffitto è ornato da una serie di dipinti del primo Novecento, organizzati in riquadri: al centro il Trionfo di san Marco e san Prosdocimo, ai lati la Traslazione di san Tiziano, avvenuta, secondo la tradizione, da Settimo a Ceneda, e Sant'Antonino e san Francesco.
Il coro fu realizzato tra il XVII e il XVIII secolo. L'altare maggiore proviene da Portogruaro (1760) e, alla sua destra, spicca un grande crocifisso del XVI secolo.
Gli altari laterali sono due, dedicati rispettivamente a sant'Antonio (1700) e alla Madonna del Rosario (1762). Alla sinistra dell'ingresso si trova il fonte battesimale in pietra (metà del Cinquecento) con copertura lignea ottagonale (seicentesca). Lo sovrasta una tavola di Francesco da Milano, la Vergine assunta in cielo con gli Apostoli, san Marco e san Prosdocimo (1536 circa). Sono di un artista contemporaneo le due tele sulla parete destra, il Crocifisso e la Natività.
L'organo a 472 canne è opera di Gaetano Callido (1780). Sopra lo strumento campeggia lo stemma della città.